# Pilagás (departamento)
Pilagás é um departamento da Argentina, localizado na província de Formosa.